# 肌肉學
肌肉學（Myology）是一門研究肌肉系統的學問，包含對肌肉的結構、功能與疾病的研究。而肌肉系統的組成為用來移動或位移肢體的骨骼肌（例如連結關節的骨頭），以及平滑肌和心肌。

## 相關連結
- 人體肌肉列表